# Бюссин, Ромен
Роме́н Бюсси́н (фр. Romain Bussine, 4 ноября 1830, Париж — 20 декабря 1899, Париж) — французский певец, ученик Мануэля Гарсиа и Марии Моро-Сенти в Парижской консерватории, с 1872 преподаватель пения при той же консерватории.
В 1871 г. Бюссин совместно с Камилем Сен-Сансом, Алексисом де Кастильоном и Анри Дюпарком основал, а затем был председателем Национального музыкального общества, ставившего своей задачей развитие современной французской музыки и исполнение сочинений ныне живущих композиторов. В общество в разное время входили Форе, Франк, Лало, в рамках его концертов были впервые исполнены многие сочинения Сен-Санса, а также Шабрие, Дебюсси, Дюка и Равеля.